# Erna Wenk
Erna Wenk (* 28. Dezember 1893 in Magdeburg; † 1973 ebenda) war Politikerin (DDP, LDP) und Landtagsmitglied in Sachsen-Anhalt.

## Leben
Erna Henriette Clara Amalie Wenk besuchte 1900 bis 1910 das Lyzeum und 1912 bis 1916 das Oberlyzeum in Magdeburg. Dort legte sie 1915 das Abitur und Ostern 1916 die Abschlussprüfung für den Lehrerinnenberuf ab. Ab April 1916 war sie Lehrerin an Magdeburger Volksschulen. Oktober 1945 wurde sie Rektorin der 6. Grundschule in Magdeburg.
Sie war bis 1933 Mitglied der DDP bzw. DStP. Sie gehörte ab 1922 dem geschäftsführenden Vorstand der DDP in Magdeburg an und war 1918 bis 1929 Leiterin der Jugendgruppe und 1929 bis 1933 der Frauengruppe der DDP. 
1945 gehörte sie zu den Gründern der LDP in Magdeburg und war Vorstandsmitglied auf Kreis-, Bezirks und Landesebene.
Am 29. November 1946 wurde sie von der Stadtverordnetenversammlung zur ehrenamtlichen Stadträtin von Magdeburg gewählt und trat dieses Amt am 30. Dezember 1946 an.
Bei der Landtagswahl in der Provinz Sachsen 1946 wurde sie im Wahlbezirk II (Burg, Magdeburg, Schönebeck, Jerichow I, Wolmirstedt, Haldensleben, Wanzleben) in den Landtag Sachsen-Anhalt gewählt. Im Landtag war sie Mitglied im  Ausschuss für Bildungswesen und Kulturangelegenheiten sowie im sozialpolitischen Ausschuss. Am 27. April 1950 legte sie ihr Mandat nieder. Nachrückerin im Landtag wurde Gertrud Sasse.
Sie gehörte dem ersten und zweiten Volksrat an, der sich in Volkskammer umbenannte.